# Duse Bay
Die Duse Bay (schwedisch Duses Bukt) ist eine Bucht im Norden des Grahamlands auf der Antarktischen Halbinsel. Auf der Südseite der Trinity-Halbinsel liegt sie zwischen dem View Point und der Westflanke der Tabarin-Halbinsel. 
Entdeckt wurde sie durch Johan Gunnar Andersson, Teilnehmer der Schwedischen Antarktisexpedition (1901–1903), deren Leiter Otto Nordenskjöld sie nach dem Kartografen der Forschungsreise, Samuel August Duse (1873–1933), benannte. Das UK Antarctic Place-Names Committee übertrug die schwedische Benennung 1949 ins Englische.